# زلزال النماص
زلزال ضرب شمال محافظة النماص وتحديداً بالقرب من قرية المدانة جنوب السعودية صباح يوم الجمعة 14/2/1439 هـ الموافق 3/11/2017 م بقوة 4 درجات على مقياس رختر شعر به سكان منطقة عسير جنوب السعودية استمرت هزاته الارتدادية لثلاثة أيام متتالية دون تأثير يذكر وبالرجوع إلى الخرائط الجوية المغناطيسية أتضح أن هذه الهزات الأرضية تقع عند التقاء ثلاثة صدوع تأخذ اتجاه شمال شمال غرب - جنوب جنوب شرق (الصدوع الموازية للبحر الأحمر)، وشمال شرق – جنوب غرب (صدوع ذو إزاحة جانبية)، وشمال جنوب.